# Pau Roig
Pau Roig i Cisa (Premiá de Mar, 8 de diciembre de 1879 - Barcelona, 6 de septiembre de 1955) fue un pintor y grabador catalán.
Muy de joven ganó un concurso de portadas de la revista "L'Esquella de la Torratxa" (1898) e hizo tres murales al óleo modernistas, de gran calidad, con temas musicales, para la tienda de música barcelonesa "Cassadó & Moreu" (1900, ahora en el Departamento de Cultura de la Generalidad de Cataluña). Poco después marchó a París, donde también colaboró en prensa e ilustró libros, como La femme et le pantin de Pierre Louys (1903), los originales del cual, al óleo, se encuentran en la Biblioteca de Cataluña. Allí, entre otras cosas, hizo una serie de litografías a color de temas de circo, bajo la influencia de Toulouse-Lautrec (1906-07, una colección completa de las cuales también se encuentra en la Biblioteca de Cataluña). Si bien Roig fue un pintor considerable,  destacó todavía más por sus grabados calcográficos, muy personales, que acusan la maestría de la obra de Rembrandt, sobre temas franceses y después del Maresme, región de la que era originario y a la que acabaría volviendo.